# Morazzone
Morazzone é uma comuna italiana da região da Lombardia, província de Varese, com cerca de 4.183 habitantes. Estende-se por uma área de 5 km², tendo uma densidade populacional de 837 hab/km². Faz fronteira com Brunello, Caronno Varesino, Castiglione Olona, Castronno, Gazzada Schianno, Gornate-Olona, Lozza.

## Demografia
| Variação demográfica do município entre 1861 e 2011                               |
|                                                                                   |
| Fonte: Istituto Nazionale di Statistica (ISTAT) - Elaboração gráfica da Wikipedia |